# Enteropatia amb pèrdua de proteïnes
Una enteropatia amb pèrdua de proteïnes o una enteropatia perdedora de proteïnes es refereix a qualsevol trastorn del tracte gastrointestinal que es tradueixi en una pèrdua neta de la proteïnes del cos.

## Presentació
La malaltia pot manifestar-se amb complicacions relacionades amb la pèrdua de proteïnes, incloent edemes (retenció de líquids) i ascites (retenció de líquid a l'abdomen). Les proteïnes s'absorbeixen en l'intestí prim, i qualsevol trastorn que afecti la digestió o absorció de la proteïna pot provocar l'enteropatia perdedora de proteïnes.

## Causes
Les causes més comunes de l'enteropatia perdedora de proteïnes inclouen malaltia celíaca, malaltia de Crohn, síndrome de l'intestí curt (ja que l'àrea d'absorció de les proteïnes es redueix), limfangièctasi intestinal, amiloïdosi intestinal, enteropatia per AINE, malaltia de Ménétrier, i giardiosi.

## Diagnòstic
El diagnòstic de l'enteropatia perdedora de proteïnes normalment es realitza per exclusió d'altres causes de pèrdua de proteïnes, com ara la síndrome nefròtica. L'endoscòpia i la imatge de bari pot ser utilitzat per localitzar la causa de la pèrdua de proteïnes en l'intestí. L'excreció fecal d'alfa-1-antitripsina és un marcador d'enteropatia perdedora de proteïnes.

## Tractament
El tractament depèn de la causa.